# Rhinosimus corticalis
Rhinosimus corticalis es una especie de coleóptero de la familia Salpingidae.

## Distribución geográfica
Habita en Queensland (Australia).